# FC Daugava Daugavpils
FC Daugava Daugavpils je lotyšský fotbalový klub sídlící ve městě Daugavpils. V roce 2012 vyhrál nejvyšší lotyšskou soutěž a roku 2008 lotyšský pohár. Roku 2011 se prvně podíval do evropských pohárů, hrál je ve čtyřech sezónách. Založen byl v roce 2001 pod názvem FC Ditton, v roce 2006 ho zakoupili ruští investoři a od toho roku užívá název FC Daugava a znak odkazující ke slavnému zaniklému klubu FK Daugava Riga (dokonce včetně data jeho založení), s nímž ale nemá nic společného, tak jako další kluby stejného nebo podobného názvu, které po roce 1990 vznikly. Na začátku roku 2009 se klub sloučil s dalším daugavpilským klubem Dinaburg FC. Dne 22. října 2014 bylo zatčeno osm lidí z vedení klubu pro podezření z rozsáhlých podvodů, včetně hlavního trenéra týmu Ivana Tabanova, prezidenta Jevgenije Klopova a několika hráčů. V návaznosti na to licenční komise Lotyšské fotbalové federace neudělila Daugavě před sezónou 2015 potřebnou licenci pro start v nejvyšší soutěži. Přihlásila se tady do lokální latgalské soutěže.

## Výsledky v evropských pohárech
| Sezóna  | Soutěž        | Kolo        | Soupeř        | Doma | Venku | Celkové skóre |
| ------- | ------------- | ----------- | ------------- | ---- | ----- | ------------- |
| 2011–12 | Evropská liga | 1. předkolo | Tromsø IL     | 0–5  | 1–2   | 1–7           |
| 2012–13 | Evropská liga | 1. předkolo | FK Sūduva     | 2–3  | 1–0   | 3–3           |
| 2013–14 | Liga mistrů   | 2. předkolo | IF Elfsborg   | 0–4  | 1–7   | 1–11          |
| 2014–15 | Evropská liga | 1. předkolo | Víkingur Gøta | 1–1  | 1–2   | 2–3           |